# معرض فلسطين الدولي للكتاب
معرض فلسطين الدولي للكتاب هو معرض للكتاب ينعقد بصورة شبه دورية في إحدى مدن فلسطين المحتلة، وغالبًا في مدينة رام الله في الضفة الغربية بفلسطين. انطلق المعرض بنسخته الأولى في مدينة غزة عام 1995 م.
يُعد المعرض هو الحدث الثقافي الأكبر الذي تنظمه وزارة الثقافة الفلسطينية من حيث عدد المشاركين وجمهور الزائرين، ويلعب دوراً ثقافياً ومجتمعيًا مهمًا للشعب الفلسطيني للحفاظ على هويته.

## تاريخ المعرض
أُطلق المعرض لأول مرة في عام 1995 م بمدينة غزة وكان من المُفترض أن يُقام كل سنة، إلا أن ظروف الاحتلال الإسرائيلي والحرب والاشتباكات من حين لآخر لم تسمح بذلك. فصار يُعقد كل سنتين أو وِفق ما تسمح به الظروف.

## دورات المعرض
انعقدت للمعرض 13 دورة حتى عام 2023 م، وبيانها كالتالي:
- الدورة الأولى عام 1995 م في مدينة غزة.
- المعرض الثاني عام 1996 م في مدينة بيت لحم.
- المعرض الثالث عام 1998 م في مدينة غزة.
- المعرض الرابع عام 2000 م في مدينة رام الله.
- المعرض الخامس عام 2005 م في مدينة رام الله.
- معرض فلسطين الدولي الأول لكتاب الطفل عام 2007 م
- المعرض السادس عام 2008 م في مدينة رام الله.
- المعرض السابع عام 2010 م في مدينة رام الله.
- المعرض الثامن عام 2012 م في مدينة رام الله.
- المعرض التاسع عام 2014 م في مدينة رام الله.
- المعرض العاشر عام 2016 م في مدينة رام الله.
- المعرض الحادي عشر عام 2018 م في مدينة رام الله.
- المعرض الثاني عشر عام 2022 م في مدينة رام الله.
- المعرض الثالث عشر عام 2023 م في مدينة رام الله.[2][3]

يُلاحظ عدم تمكن المعرض من الحفاظ على دورية الانعقاد السنوي، وذلك بسبب ظروف الاحتلال، واندلاع الاشتباكات من حين لآخر بين جيش الاحتلال والفلسطينيين.

## البرنامج الثقافي والأنشطة
يشارك في المعرض عدد كبير من دور النشر المتخصصة في مختلف مجالات المعرفة العلمية والاجتماعية والسياسة والتربوية التعليمية والاقتصادية، من دور النشر الأجنبية والعربية والمحلية، إضافة إلى عدد من المؤسسات الثقافية ومراكز البحوث والجمعيات والجامعات المختلفة.
تٌقام في المعرض أنشطة ثقافية عديدة، ويشارك فيها الكثير من الكُتاب والمثقفين العرب، ودور النشر ومؤسسات الإنتاج الثقافي الفلسطينية والعالمية. إضافة إلى تخصيص فضاء خاص بالفعاليات والأنشطة الموجهة للأطفال والتي تشمل ورش عمل وعروض فنية وقراءة وكتابة للقصة.

## دورته الثالثة عشر
تُعد الدورة الثالثة عشر للمعرض هي أكبر دوراته على الإطلاق، إذ تزامنت مع مرور 75 عاما على النكبة، وجاء شعارها ليُعيد للأذهان الفظائع التي تعرض لها الشعب الفلسطيني، فكان الشعار هو: «75 عاما من النكبة إلى الدولة .... باقون».
أُقيمت هذه الدورة في المكتبة الوطنية ببلدة سردا قرب مدينة رام الله وسط الضفة الغربية المحتلة، وافتتحها رئيس الوزراء الفلسطيني محمد اشتية، الذي ذكر في كلمته: «النكبة كانت ضياع بعض من أرض فلسطين (عام 1948) وتهجير شعبنا، ولكن الأنكى منه أن الكتب الفلسطينية سُرقت، وهي الآن على رفوف المكتبات الإسرائيلية!» وأضاف تعليقًا على محاولات الاحتلال الترويج لسرديات باطلة حول القضية الفلسطينية: «يريدون تزوير الرواية الفلسطينية وتعزيز روايتهم الباطلة، ولكن ما نراه اليوم تعزيز للرواية الفلسطينية والعربية عبر هذا المعرض». وصرَّح وزير الثقافة الفلسطيني عاطف أبو سيف إن «390 دار نشر وتوكيلات لدور نشر فلسطينية وعربية وأجنبية، بينها تركية، تشارك في المعرض الذي يضم 61 ألف عنوان، وعلى مساحة 6500 متر مربع.». وكان من اللافت وجود أجنحة بالمعرض من الأردن والكويت وعُمان والمغرب. كما صَرَّح الوزير أيضًا باستحداث زاوية للفن التشكيلي في هذا المعرض باسم "ممشى الفن"، حيث يُفتتح في كل يوم معرض فني لأحد الفنانين والفنانات الفلسطينيين، بالإضافة لفضاء الأطفال الذي يشمل 70 فعالية، على مدار 10 أيام.

## روابط خارجية
- وزارة الثقافة الفلسطينية.